# Міждуріченське сільське поселення (Алатирський район)
Міждурі́ченське сільське поселення (рос. Междуреченское сельское поселение) — муніципальне утворення у складі Алатирського району Чувашії, Росія. Адміністративний центр — село Міждуріч'є.
Станом на 2002 рік існували Міждуріченська сільська рада (село Міждуріч'є) та Сурсько-Майданська сільська рада (село Сурський Майдан, селища Березова Поляна, Перше Мая).

## Населення
Населення — 480 осіб (2019, 727 у 2010, 1150 у 2002).

## Склад
До складу поселення входять такі населені пункти:
| Населений пункт         | Населення, осіб (2002) | Населення, осіб (2010) |
| ----------------------- | ---------------------- | ---------------------- |
| Березова Поляна, селище | 7                      | 0                      |
| Міждуріч'є, село        | 626                    | 415                    |
| Перше Мая, селище       | 3                      | 0                      |
| Сурський Майдан, село   | 514                    | 312                    |